# Marialva
Pour les articles homonymes, voir Marialva (homonymie).
Marialva est une freguesia portugaise située à sept kilomètres de Mêda, siège de la municipalité de Mêda. Ce village comptait 271 habitants en 2001 sur un secteur de 19,15 km2. La densité est de 14,2 hab/km2. La freguesia fait partie des Aldeias Históricas de Portugal (« Villages historiques du Portugal »).

## Géographie
La freguesia de Marialva est située dans la municipalité de Mêda, dans le district de Guarda. Occupant une surface de 19,15 km2, Marialva est délimitée au nord par les freguesias de Mêda et celle de Longroiva, à l'ouest par celle de Vale Flor, à l'est par Barreira et Pai Penela et au sud par les freguesias de Carvalhal, de Coriscada et celle de Rabaçal.

## Administration
La freguesia de Marialva est une des freguesias de la municipalité de Mêda. Marialva fut aussi une municipalité entre 1157 et 1855. Cette municipalité était formée par les freguesias de Aldeia Rica, Barreira, Carvalhal, Coriscada, Gateira, Santiago, São Pedro, Pai Penela, Rabaçal et Vale de Ladrões (aujourd'hui devenu Vale Flor). En 1801, cette municipalité comptait 2 919 habitants.
Après les réformes administratives au début du libéralisme les freguesias de Chãs de Santa Comba furent annexer par la municipalité en 1849. À cette même époque, la municipalité comptait 4 042 habitants et occupait une superficie de 166 km2.

## Démographie
La freguesia de Marialva comptait 688 habitants en 1920. Vingt en plus tard, en 1940, elle compte 728 habitants.

## Histoire

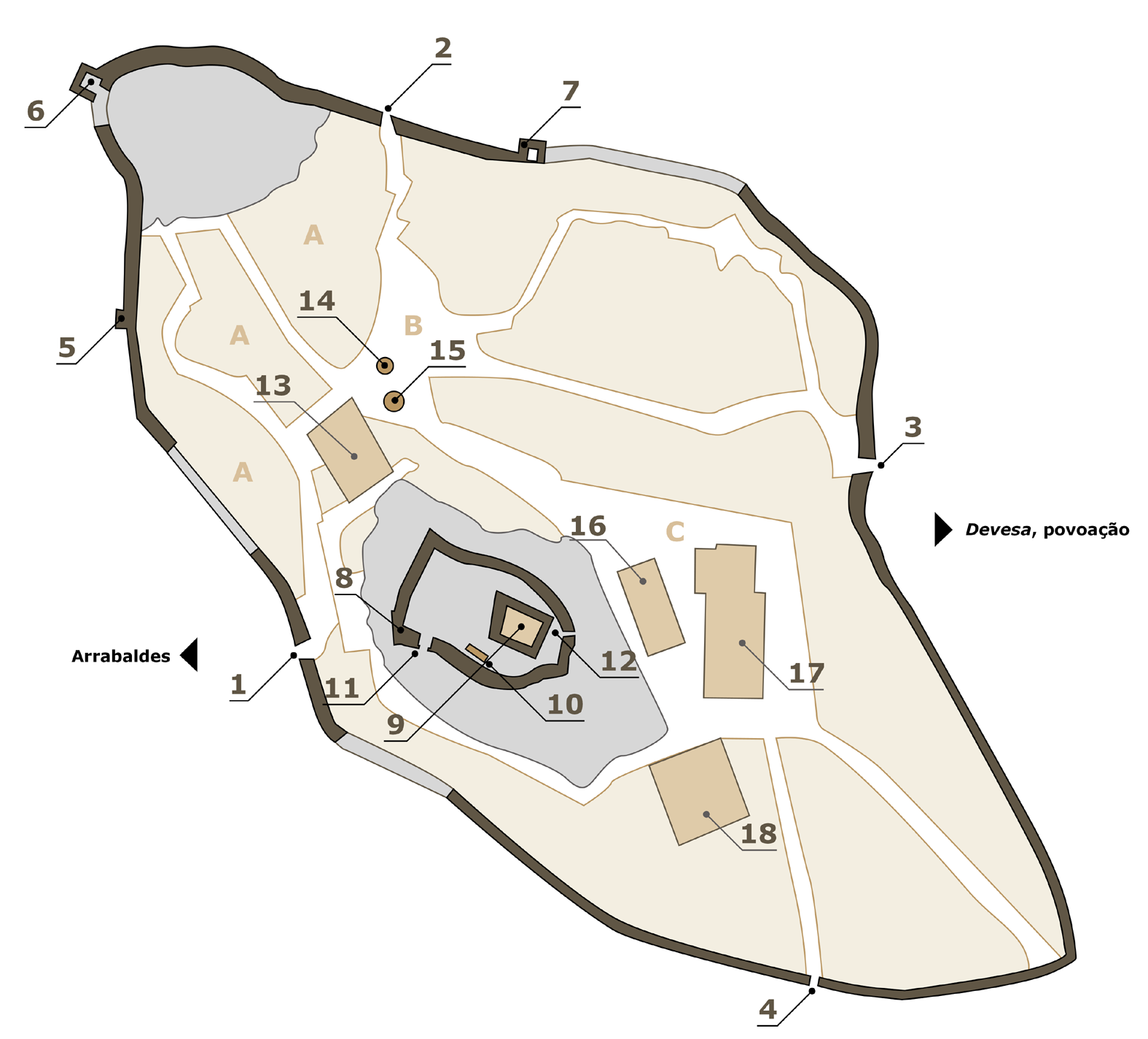
Plan de Marialva Intra-muros.

Nommée Civitas Aravorum à l'époque Romaine, elle a été reconstruite sous le règne des empereurs Hadrien et Trajan.

## Culture et patrimoine

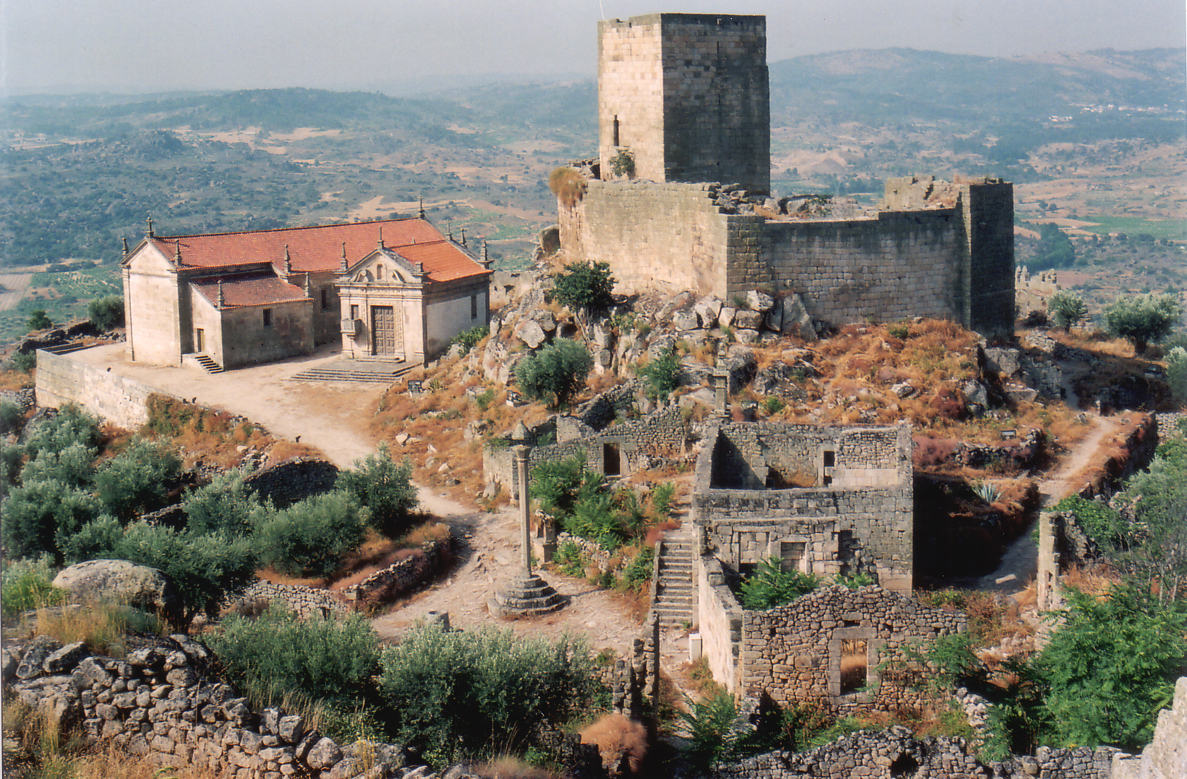
Vue du château

- Château de Marialva
- Pilori de Marialva